# Steriphopus crassipalpis
Steriphopus crassipalpis is een spinnensoort uit de familie Palpimanidae. De soort komt voor in Myanmar.